# Ohl (Lindlar)
Die Ortschaft Ohl mit etwa 30 Einwohnern ist ein Ortsteil der Gemeinde Lindlar, Oberbergischen Kreis im Regierungsbezirk Köln in Nordrhein-Westfalen (Deutschland). 

## Lage und Beschreibung
Ohl liegt nördlich von Lindlar an der Landesstraße 284 nahe Hartegasse. Weitere Nachbarorte sind Obersülze, Hönighausen (Lindlar), Heibach und Schlüsselberg.
Nördlich Ohls fließt die Lindlarer Sülz.

## Geschichte
Im Jahr 1413 wurde Ohl das erste Mal als oell erwähnt.

## Freizeit
Zwischen Hartegasse und Ohl befindet sich ein Sportplatz.

## Busverbindungen
Ohl ist über zwei regionale Buslinien an das Nahverkehrsnetz angeschlossen.